# Stephen Curry (actor)
Stephen Curry (Melbourne, Victoria; 26 de mayo de 1976) es un actor y comediante australiano, conocido por interpretar a "Dale Kerrigan" en la película australiana The Castle, por su papel de "Graham Kennedy" en The King y por aparecer en varias series de televisión. 

## Biografía
Stephen es hermano de los actores Andrew Curry y Bernard Curry, también tiene una hermana llamada Margaret Curry.
En 2009 se comprometío con la escocesa Naadein Crowe, con la que mantenía una relación de varios años. En octubre de 2010, la pareja se casó en Bali.

## Carrera
De 1992 a 1993 apareció como personaje recurrente en la exitosa serie australiana Neighbours donde interpretó a Greg Bartlett.
Stephen ha participado en varias miniseries como Changi, False Witness, entre otras.
En 2002 interpretó a varios personajes junto a sus hermanos en la serie Flipside.
En 2007 interpretó a Graham Kennedy en la película basada en la vida de los Kennedy, The King, para la película Stephen tuvo que tuvo que perder 14 kilogramos.
En 2011 interpretó a Sam Pickles en la miniserie Cloudstreet. Ese mismo año interpretó a Damien Oliver en la película The Cup, la actriz Jodi Gordon interpretó a su pareja y el actor Daniel MacPherson a su hermano.
En 2013 se unió al elenco principal del drama The Time Of Our Lives donde interpreta a Herb, hasta ahora.
En 2014 se unió al elenco de la miniserie Fat Tony & Co donde interpretó al detective sargento de la policía Jim Coghlan.
En agosto de 2014 se anunció que aparecería en la miniserie Hiding. El 27 del mismo mes se anunció que Stephen se había unido al elenco de la serie cómica de la ABC, Timothy, en la serie interpreta al hijo de Melinda y Colin Garrett, que decide regresar a Wollongong después de sufrir una bancarrota en su organización en Hong Kong.

## Filmografía

### Series de televisión
| Año             | Título                         | Personaje                       | Notas                                                    |
| --------------- | ------------------------------ | ------------------------------- | -------------------------------------------------------- |
| 2018 - presente | Pine Gap                       | Jacob Kitto                     | miniserie                                                |
| 2017            | True Story with Hamish & Andy  | Joycey                          | ep. "Joycey"                                             |
| 2017            | Phrankurtville                 | William Sharp                   | ep. #1.2                                                 |
| 2015            | Open Slather                   | Varios Personajes               | 20 episodios                                             |
| 2015            | Hiding                         | John Pinder                     | 8 episodios - miniserie                                  |
| 2013 - 2014     | The Time Of Our Lives          | Herb                            | 21 episodios                                             |
| 2014            | Fat Tony & Co                  | Det. Jim Coghlan                | 9 episodios                                              |
| 2014            | Shaun Micallef's Mad as Hell   | Kerry Packer/Olivia Newton-John | 2 episodios                                              |
| 2012 - 2013     | Redfern Now                    | Oficial Ryan Hobbs              | 2 episodios                                              |
| 2013            | It's a Date                    | Jason                           | episodio "How Important Is A Sense Of Humour On A Date?" |
| 2013            | Mr & Mrs Murder                | David Wertz                     | episodio "The Art of Murder"                             |
| 2012            | Rake                           | Alex Alford                     | episodio # 2.6                                           |
| 2011            | Cloudstreet                    | Sam Pickles                     | miniserie de 3 episodios                                 |
| 2010            | Wilfried                       | Cockatoo                        | episodio "Dog of a Town: Part 1"                         |
| 2009            | :30 Seconds                    | McBaney                         | 6 episodios                                              |
| 2007            | Stupid Stupid Man              | Chris                           | episodio "Appearances are Everything"                    |
| 2007            | The Librarians                 | Life Coach                      | 2 episodios                                              |
| 2004 - 2005     | The Secret Life of Us          | Stuart "Stu" Woodcock           | 20 episodios                                             |
| 2005            | Mary Bryant                    | Allen                           | miniserie                                                |
| 2003            | Mcleod's Daughters             | Clayton Murdoch                 | episodio "The Road Home"                                 |
| 2002            | Marshall Law                   | Glen                            | episodio "Domestic Bliss"                                |
| 2002            | Flipside                       | Varios Personajes               | 8 episodios                                              |
| 2001            | Changi                         | Eddie                           | 6 episodios                                              |
| 2000            | Sit Down, Shut Up              | Stuart Mill                     | 13 episodios                                             |
| 1999            | The Mick Molloy Show           | Colector                        | 6 episodios                                              |
| 1999            | Queen Kat, Carmel & St Jude    | -                               | miniserie                                                |
| 1997 - 1998     | State Coroner                  | Steve Capelli                   | 2 episodios                                              |
| 1998            | Adrenalin Junkies              | Damian "Rhino" Ryan             | episodio "Duty of Care"                                  |
| 1995 - 1998     | Blue Heelers                   | Eddie Dodds                     | 3 episodios                                              |
| 1998            | Good Guys Bad Guys             | Michael MacEvoy                 | episodio "Car Wars"                                      |
| 1998            | Small Tales & True             | Maggots                         | 2 episodios                                              |
| 1997            | Eric                           | Varios Personajes               | 9 episodios                                              |
| 1997            | Raw FM                         | Ming                            | episodio "Desperately Seeking Su Lin"                    |
| 1997            | Breaking News                  | Trev                            | 6 episodios                                              |
| 1995            | Snowy River: The McGregor Saga | Harry Jarvis                    | episodio "The Hostage"                                   |
| 1992 - 1993     | Neighbours                     | Greg Bartlett                   | 4 episodios                                              |
| 1992            | Late for School                | Tim Hickey                      | 13 episodios                                             |

### Películas
| Año  | Título                       | Personaje              | Notas |
| ---- | ---------------------------- | ---------------------- | --- |
| 2014 | Timothy                      | Timothy Garrett        | corto - junto a Denise Scott, Peter Rowsthorn, John Leary, Lisbeth Kennelly y Natalie Medlock             |
| 2013 | Cliffy                       | Griffin                | junto a Roy Billing, Gyton Grantley, Krew Boylan, Kevin Harrington y Denise Roberts                       |
| 2013 | Save Your Legs               | Theodore "Teddy" Brown | junto a David Lyons, Ryan O'Kane, Brendan Cowell, Damon Gameau, Brenton Thwaites y Madeleine West         |
| 2012 | Christmas Clay               | Graham                 | corto - junto a Ash Williams, Dennis Coard y Tim Mullins                                                  |
| 2011 | The Cup                      | Damien Oliver          | junto a Jodi Gordon, Daniel MacPherson, Rodger Corser y Shaun Micallef                                    |
| 2009 | False Witness                | Sargento Neil Trent    | junto a Jonny Pasvolsky y Chris Haywood                                                                   |
| 2008 | The Informant                | Simon Ford             | junto a Matt Day, Salvatore Coco, Leeanna Walsman, William McInnes y Victoria Haralabidou                 |
| 2008 | You Better Watch Out         | Ski Mask               | corto - junto a Dan Wyllie, Chris Haywood y Caitlin McDougall                                             |
| 2007 | Rogue                        | Simon                  | junto a Sam Worthington, Michael Vartan, Radha Mitchell, Barry Otto y John Jarratt                        |
| 2007 | The King                     | Graham Kennedy         | junto a Bernard Curry, Steve Bisley, Shaun Micallef, Bernard Curry, Beau Brady, Roz Hammond y Jane Allsop |
| 2007 | Pig Latin                    | John                   | junto a Charlie Clausen                                                                                   |
| 2004 | Thunderstruck                | Ben                    | junto a Callan Mulvey, Sam Worthington, Ryan Johnson y Roy Billing                                        |
| 2004 | Self Serve                   | Asistente              | - |
| 2003 | Take Away                    | Trev Spackneys         | junto a Rose Byrne, Vince Colosimo y John Howard                                                          |
| 2003 | The Night We Called It a Day | Ferret                 | - |
| 2002 | The Nugget                   | Wookie                 | junto a Eric Bana, Vince Colosimo, Linda Cropper, Belinda Emmett, Glenda Linscott y Jane Hall             |
| 2001 | The Day of the Roses         | Rescatista             | junto a Gigi Edgley, Rebecca Gibney, Peter O'Brien, Chris Haywood, Andrew McFarlane y Helen Dallimore     |
| 2000 | The Wog Boy                  | Nathan                 | junto a Kim Gyngell, Abi Tucker y Vince Colosimo                                                          |
| 2000 | Cut                          | Rick Stephens          | junto a Kyle Minogue y Jessica Napier                                                                     |
| 1998 | Pentuphouse                  | Nigel                  | - |
| 1997 | The Castle                   | Dale Kerrigan          | junto a Eric Bana, Anne Tenney, Michael Caton, Robyn Nevin y Sophie Le                                    |
| 1996 | Eric                         | Varios Personajes      | junto a Eric Bana                                                                                         |
| 1995 | Silver Strand                | Kozlinsky              | - |

### Apariciones
| Año  | Programa                     | Personajes                        | Notas        |
| ---- | ---------------------------- | --------------------------------- | ------------ |
| 2015 | Open Slather                 | Varios Personajes                 | 20 episodios |
| 2014 | Shaun Micallef's Mad as Hell | Olivia Newton-John / Kerry Packer | 2 episodios  |

### Escritor
| Año  | Título       | Notas                                                                      |
| ---- | ------------ | -------------------------------------------------------------------------- |
| 2002 | Flipside     | 7 episodios - escritor - junto a sus hermanos Bernard Curry y Andrew Curry |
| 2000 | Tackle Happy | fotografía                                                                 |
| 1997 | Eric         | 9 episodios - escritor                                                     |

### Teatro
| Año  | Obra                                                      | Personaje    | Director | Teatro               | Notas                  |
| ---- | --------------------------------------------------------- | ------------ | -------- | -------------------- | ---------------------- |
| 2010 | Good Evening: The Sketches of Peter Cook and Dudley Moore | Dudley Moore | -        | Comedy/Drama Theatre | junto a Shaun Micallef |

## Premios y nominaciones
| Año  | Categoría                                       | Premio             | Película | Resultado |
| ---- | ----------------------------------------------- | ------------------ | -------- | --------- |
| 2008 | Most Outstanding Actor                          | Silver Logie Award | The King | Ganador   |
| 2008 | Most Outstanding Performance by an Actor - Male | ASTRA Award        | The King | Ganador   |
| 2007 | Best Lead Actor in Television Drama             | AFI Award          | The King | Ganador   |